# Conus taxomae
Conus taxomae é uma espécie de gastrópode do gênero Conus, pertencente a família Conidae.